# Chondrostoma scodrense
Chondrostoma scodrense är en fiskart som beskrevs av Elvira, 1987. Chondrostoma scodrense ingår i släktet Chondrostoma och familjen karpfiskar. IUCN kategoriserar arten globalt som utdöd. Inga underarter finns listade i Catalogue of Life.